# Grena

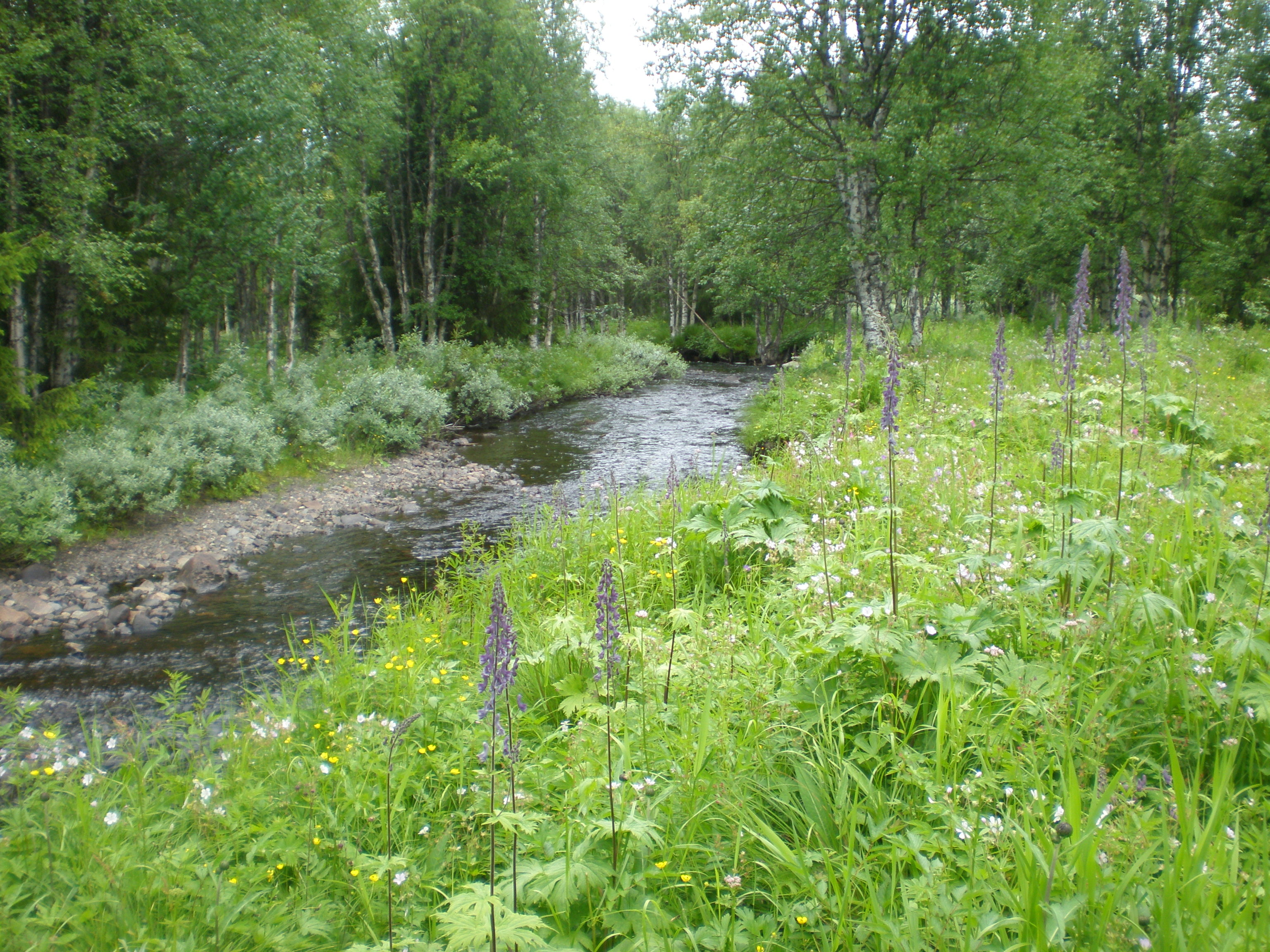
Nuvarande namn på denna bäck/å är Risträskbäcken, men i gamla dokument, ex. i Pauträsks Laga skifte, kallas även denna förgrening för Risbäcken, precis som huvudbäcken nedströms heter. Notera också den relativt bördiga s.k. bäckraningen vid sidan om bäcken

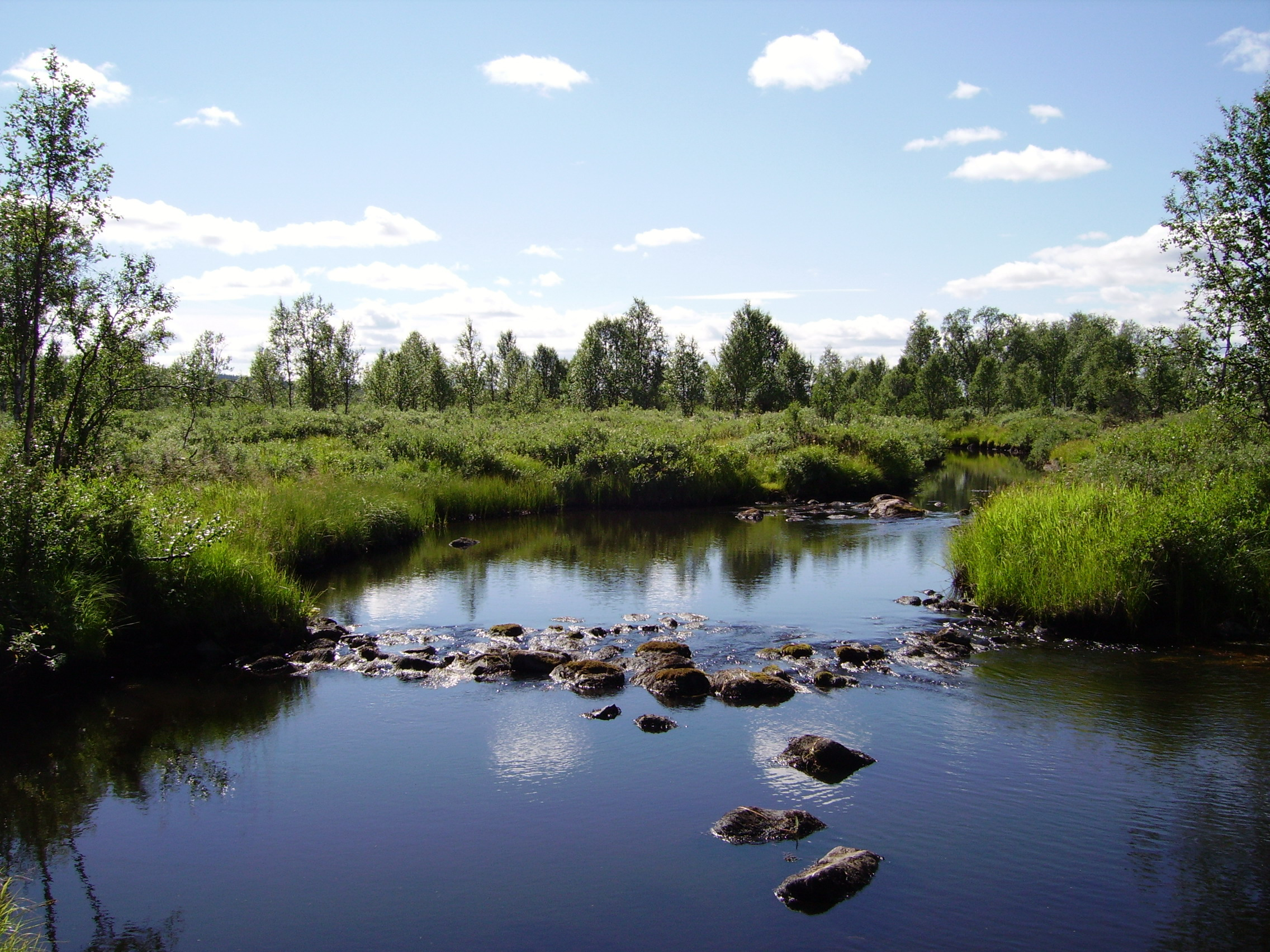
Risbäcken som är namnet efter sammanslagningen av Västerbäcken och Risträskbäcken.

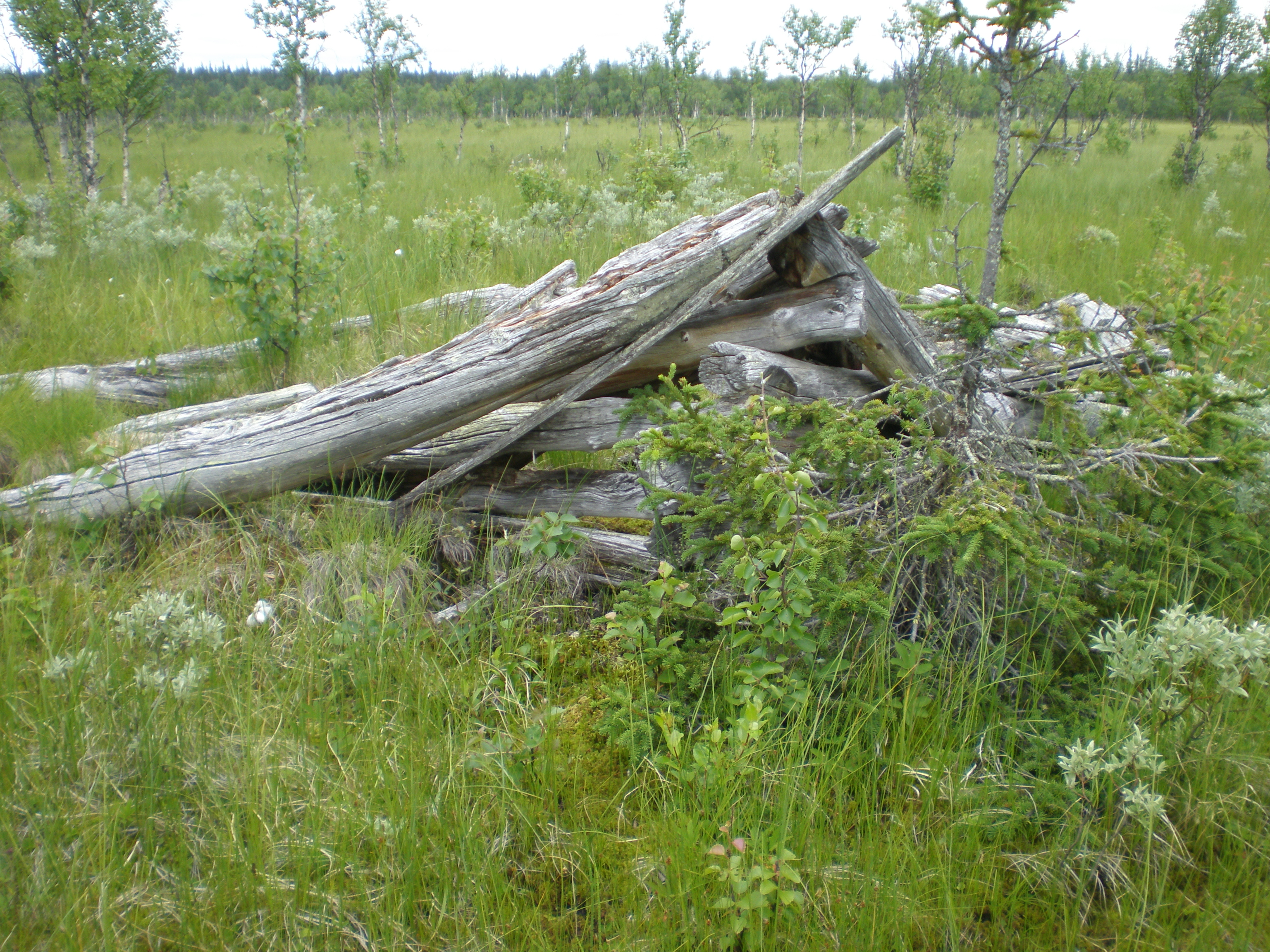
Rester av en gammal hölada som vittnar om en gammal epok med mycket folk och aktivitet på Grenmyren. Tyvärr innebar det nog också mycket blod, svett och tårar, vilket kan vara en anledning till att så många härifrån sökte lyckan söderut, på 40-, 50- och 60-talet.

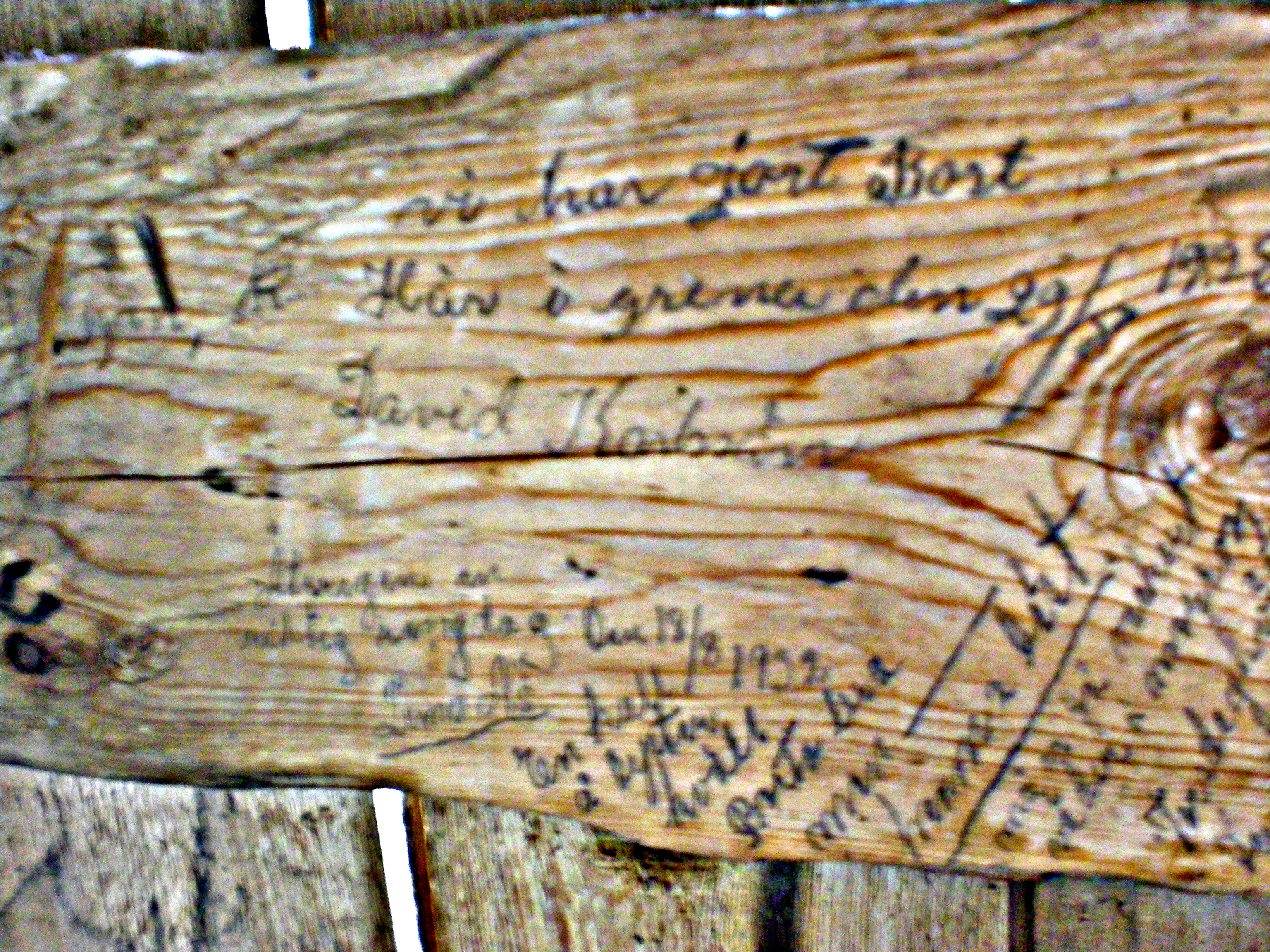
Gamla inskriptioner (här 1928 resp. 1932) från människor vilka tillfälligt utnyttjat den gamla rastkojan. Kojan finns lyckligtvis kvar än i dag trots att den hunnit fira sin 120-årsdag och är mycket enkelt byggd.

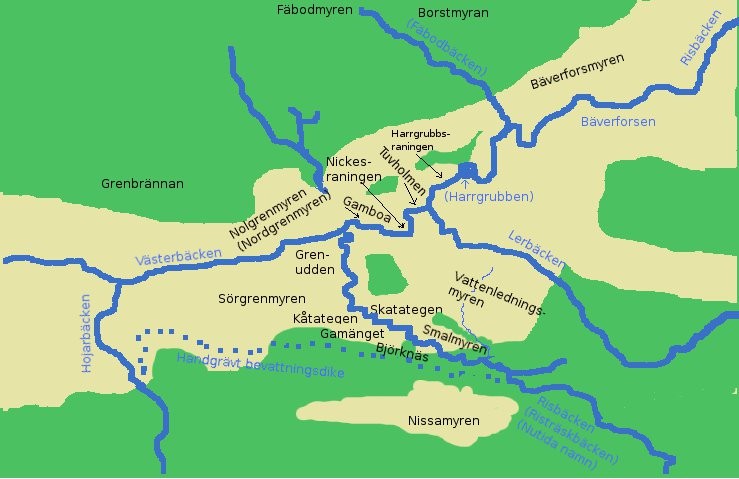
Karta över Grena med namnen tagna från Laga skiftes anteckningarna.

Grena är en plats i Västerbottens län, belägen mellan byarna Pauträsk och Risträsk, där vattendraget Risbäcken, uppströms sett, grenar upp sig i två bäckar, Risträskbäcken och Västerbäcken.
Området består av en myr, Grenmyren, som genomkorsas av ovannämnda bäckar. Dessa omges av mestadels lågproducerande granskog.

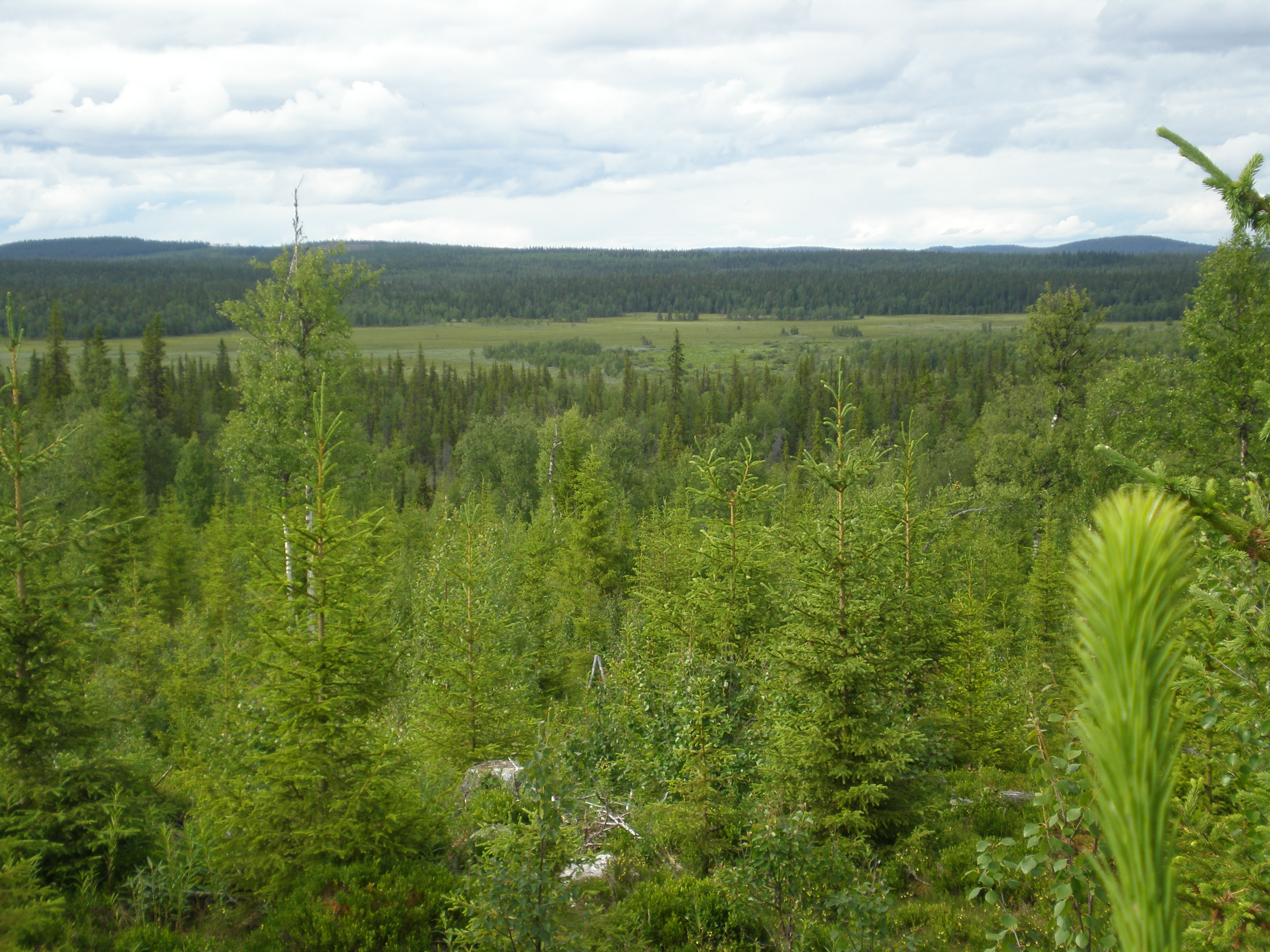
Vy över Grena med Risliden närmast, sedan kommer Grenmyren med bäckar och deras bäckraningar.
Skogen direkt bakom myren heter Grenbrännan. Klicka på bilden för att se alla detaljerna.

## Historia
Omkring förra sekelskiftet ansågs det vara ett bördigt område, där särskilt bäckraningarna gav god avkastning av foder, som slogs med lie och sedan lades i hölador för att sedan transporteras hem till byn med häst, när snön blivit farbar framåt jultid. 
Tidigt 1900-tal, före den tid bilvägar hade byggts ut i området, gick också en viktig gångled mellan byarna Pauträsk och Risträsk via Grena, där det än i dag finns bevarat en rastkoja, bland annat innehållande många gamla inskriptioner, gjorda av passerande från 1910 och framåt.
På den tiden underlättades promenaden av utlagda spänger på myrar och andra svårpasserade partier, vilka man än i dag kan känna vissa murkna rester av, under något decimeter-tjockt lager av torv som bildats sedan dess. 
För att underlätta brukandet genomfördes laga skifte, vilket för Pauträsks del pågick under åren 1898 och 1904. Detta innebar att många mycket små skiften (tegar) slogs samman till större skiften. Det bördigaste bäckraningsområdet ansågs dock här vara så intressant, för så många, att det även vid laga skifte delades upp i ett antal små skiften, vilka kunde vara så små som 35 meter breda och med en yta på endast 1 ha.   
Fram till 1970-talet pågick flottning, med startpunkt Grena och nedströms via Paubäcken och Umeälven, ned till Umeå där timret sedan togs om hand.

## Djur och natur
Runt midsommartid blommar det rikligt av smörbollar på bäckraningarna.  
Hökuggla, lavskrika och gulärla är några av de fågelarter som kan ses i området.

## Nutid
I dag är området intressant ur prospekteringssynpunkt, och man söker efter både guld och koppar. Bara någon knapp mil bort ligger för övrigt Svartlidens guldgruva.